# ملودیک متال‌کور
ملودیک متال‌کور (انگلیسی: Melodic metalcore) یک سبک تلفیقی است که عناصری از ملودیک دث متال و متال‌کور را در خود جای داده است. این سبک به دلیل استفاده از صدای در دسترس‌تر در برخی مواقع در مقایسه با سایر اشکال موسیقی افراطی، موفقیت تجاری داشته است. بسیاری از گروه‌های ملودیک متالکور قابل توجه تحت تأثیر ات د گیتز و این فلیمز قرار گرفته‌اند.